# 内山慶太郎
内山 慶太郎（うちやま けいたろう、1981年12月23日 - ）は、千葉県成田市出身の元フットサル選手、フットサル指導者。

## 経歴
Jリーグの影響で小学生からサッカーを始め、高校に入学すると周囲の勧めもありフットサルを始める。
2002年からフウガドールすみだの前身にあたるボツワナに所属し、2005年からは日本代表候補に選出される。2007年には新たに設立された日本フットサルリーグ(Fリーグ)のステラミーゴいわて花巻へ移籍。2008年からはタラベラ(スペイン)やマルバFCでプレーしたのち、 2010年に現役を引退。その後はフウガドールすみだで強化本部の副本部長とコーチを務め、2016年からはフットサル日本代表、2018年からは女子を含む全てのカテゴリーでコーチングスタッフを務めている。

## 所属・指導クラブ

### 選手
- 2002年〜2007年 ボツワナ
- 2007年〜2008年 ステラミーゴいわて花巻
- 2008年〜2009年 タラベラ
- 2009年〜2010年 マルバFC

### 代表歴
- 日本代表候補

### 指導者
- 2010年〜2018年 フウガドールすみだ
- 2013年 フットサル東京都選抜
- 2016年〜現在 フットサル日本代表
- 2018年〜現在 フットサル日本女子代表
- 2018年〜現在 U-20フットサル日本代表
- 2018年 U-18フットサル日本女子代表

## 指導成績
| シーズン | チーム                     | 大会名                                         | 成績     |
| -------- | -------------------------- | ---------------------------------------------- | -------- |
| 2010-11  | フウガ東京                 | 関東フットサルリーグ                           | 準優勝   |
| 2010-11  | フウガ東京                 | FUTSAL地域チャンピオンズリーグ                 | 優勝     |
| 2010-11  | フウガ東京                 | 第16回 全日本フットサル選手権大会              | 中止     |
| 2011-12  | フウガ東京                 | 関東フットサルリーグ                           | 優勝     |
| 2011-12  | フウガ東京                 | FUTSAL地域チャンピオンズリーグ                 | 優勝     |
| 2011-12  | フウガ東京                 | 第17回 全日本フットサル選手権大会              | GL敗退   |
| 2012-13  | フウガすみだ               | 関東フットサルリーグ                           | 優勝     |
| 2012-13  | フウガすみだ               | FUTSAL地域チャンピオンズリーグ                 | 優勝     |
| 2012-13  | フウガすみだ               | 第18回 全日本フットサル選手権大会              | 準優勝   |
| 2013-14  | フウガすみだ               | 関東フットサルリーグ                           | 優勝     |
| 2013-14  | フウガすみだ               | FUTSAL地域チャンピオンズリーグ                 | 優勝     |
| 2013-14  | フウガすみだ               | 第19回 全日本フットサル選手権大会              | GL敗退   |
| 2014-15  | フウガドールすみだ         | Ｆリーグ2014/2015 powered by ｉｎゼリー        | 第6位    |
| 2014-15  | フウガドールすみだ         | 第20回 全日本フットサル選手権大会              | ベスト8  |
| 2015-16  | フウガドールすみだ         | Super Sports XEBIO Fリーグ2015-2016            | 第3位    |
| 2015-16  | フウガドールすみだ         | Super Sports XEBIO Fリーグ2015-2016 プレーオフ | 第4位    |
| 2015-16  | フウガドールすみだ         | 第21回 全日本フットサル選手権大会              | ベスト8  |
| 2016-17  | フウガドールすみだ         | Super Sports XEBIO Fリーグ2016-2017            | 第4位    |
| 2016-17  | フウガドールすみだ         | Super Sports XEBIO Fリーグ2016-2017 プレーオフ | 第5位    |
| 2016-17  | フウガドールすみだ         | 第22回 全日本フットサル選手権大会              | 準優勝   |
| 2017-18  | フウガドールすみだ         | DUARIG Fリーグ2017-2018                        | 第4位    |
| 2017-18  | フウガドールすみだ         | DUARIG Fリーグ2017-18 プレーオフ               | 第5位    |
| 2017-18  | フウガドールすみだ         | 第23回 全日本フットサル選手権大会              | ベスト8  |
| 2017-18  | フットサル日本代表         | 第5回アジアインドア・マーシャルアーツゲームズ  | 銅メダル |
| 2018     | フットサル日本代表         | AFCフットサル選手権チャイニーズ・タイペイ2018  | 準優勝   |
| 2018     | フットサル日本女子代表     | AFC女子フットサル選手権タイ2018                | 準優勝   |
| 2018     | U-18フットサル日本女子代表 | Buenos Aires 2018 Youth Olympic Games          | 銀メダル |
| 2019     | U-20フットサル日本代表     | AFC U-20フットサル選手権イラン2019             | 優勝     |